# 심야의 공포
《심야의 공포》(영어: Nightbreed)는 미국에서 제작된 1990년 다크 판타지 공포 영화이다. 클라이브 바커가 각본과 연출을 맡았으며, 바커 본인의 1988년 중편 소설 "Cabal"이 원작이다. 크레이그 셰퍼 등이 출연하였고, 가브리엘라 마르티넬리 등이 제작에 참여하였다.
1991년 제17회 새턴상 공포 영화 부문 작품상, 감독상, 분장상 후보에 올랐다.
개봉 당시 이 영화는 상업적으로 실패했고 좋은 평가를 받지 못했다. 바커는 영화사가 이 영화를 일반 슬래셔 영화로 판매하려고 시도했으며 관계자들은 이 영화에서 다루는 내용에 대한 실질적인 이해가 없었다고 이야기했다. 초기 극장 개봉 이후로 컬트 영화 지위를 달성하였다.
시간이 흐르면서 바커는 제작사가 승인했던 최종 편집본에 실망감을 표현했으며, 항상 필름 릴을 복구하여 영화를 재편집할 수 있기를 열망했다. 2014년, 재편집에 사용 가능한 원본 필름 요소들이 다시 확보되었고, 이를 토대로 감독판이 편집되어 스크림 팩토리를 통해 출시되었다.

## 줄거리
이 영화는 정신이 불안정한 환자인 에런 분이라는 인물을 따라간다. 자신이 연쇄 살인범이라고 그릇되게 믿게 된 에런은 경찰, 담당의, 연인 로리에게 추적을 당하다가 미디언이라는 폐허가 된 묘지에서 피난처를 찾게 된다. 이곳에는 '심야의 공포'라고 알려진, 인류로부터 숨어 사는 괴물과 추방자들의 부족이 있다.

## 출연진
- 크레이그 셰퍼 - 에런 분 역
- 앤 보비 - 로리 윈스턴 역
- 데이비드 크로넌버그 - 필립 K. 데커 의사 / 커티스 역
- 찰스 헤이드
- 휴 쿼시
- 브래들리 러벨
- 휴 로스
- 더그 브래들리
- 캐서린 셔밸리에이
- 밥 세션스
- 맬컴 스미스
- 올리버 파커
- 데버라 웨스턴
- 사이먼 뱀퍼드
- 토니 블루토
- 맥 맥도널드
- 존 에이가

## 기타 제작진
- 공동 제작: 조 로스
- 협력 제작: 데이비드 배런
- 미술: 스티브 하디
- 의상: 앤 홀러우드